# ドンキホーテの子どもたち
ドン・キホーテの子どもたち（ドンキホーテのこどもたち、フランス語: Les Enfants de Don Quichotte）は、フランス国内のホームレスを支援する団体の名称。

## 概要
ジャン＝バティスト・ルグラン（Jean-Baptiste Legrand）とオギュスタン・ルグラン（Augustin Legrand）兄弟が同団体の運動に参加、資金を提供してパリ市内のサン・マルタン運河沿いにテントを設営し、2006年のクリスマスにパリ市民を招いてテント生活体験を呼びかけたのをきっかけとして運動が広がる。
同団体のテント設営をマスコミが報道したため、テント村の規模拡大と賛同者の急増で同様のテントがフランス各地に広がり、貧困の問題は人々の関心を集める大きな社会問題となった。この動きを受け、ジャック・シラク大統領は2007年、国民に対する新年の所信表明で貧困者向け住宅対策や貧困者向けの住居支援を講じる新法の制定を約束、この所信表明演説はテレビを通じフランス全土に向け放映された。
フランス社会党のセゴレーヌ・ロワイヤルが2006年の年の瀬にテントに訪れ、2007年4月に予定されるフランス大統領選挙の争点の一つとして、注目と関心が集まっている。

## 文献
- 「市民たちの、一夜のホームレス体験、新しい住宅法を生む」
  - 『ビッグイシュー日本版』67号、2007年3月1日　所収
- 稲葉奈々子「〈占拠〉と市民的不服従（パリ）」
  - 三一書房編集部編『デモ！オキュパイ！　未来のための直接行動』、2012年8月28日、ISBN 9784380120084、pp. 78 - 95